# Ulva (Nový Zéland)
Ulva je malý ostrov v Petersonově zátoce u Stewartova ostrova na Novém Zélandu. Jeho rozloha je 267 hektarů, z čehož 261 hektarů je součástí národního parku Rakiura. Své jméno dostal po svém skotském jmenovci.
Ostrov je důležitá přírodní rezervace. Nachází se na něm původní biotop, který zůstal prakticky nezměněn od příchodu Polynésanů na Nový Zéland koncem 13. století. Na rozdíl od novozélandských hlavních ostrovů, na Ulvě nikdy nebyli přítomní predátoři jako hranostaji nebo kusu liščí. V minulosti se tam nacházely krysy, avšak Department of Conservation spustil v roce 1992 program na jejich eradikaci a o pět let později byl ostrov zbaven těchto hlodavců. Několik krys se na ostrově od té doby objevilo, avšak brzy došlo k jejich odchycení pomocí pastí. Krysy na ostrov buď připlavaly nebo se přichytily lodí návštěvníků mířících na ostrov.
Ulva je jeden z mála novozélandských ostrovů bez predátorů, který lze navštívit bez povolení. Vedle rozmanité flóry se na ostrově nachází řada ohrožených druhů novozélandských ptáků. Někteří z nich sem byli reintrodukováni – např. laločník sedlatý, pištec žlutý, lejsčík dlouhonohý nebo pokřovník zelený. Vedle toho lze na ostrově spatřit papoušky kakariki, nestory kaka subs. meridionalis, holuby maorské, medosavky novozélandské, pištce šedokrké, pávíky popelavé, tui zpěvné nebo kivi jižní.